# Elles Leferink
Elles Maria (Elles) Leferink (Weerselo, 14 november 1976) is een Nederlandse volleybalspeler. Ze nam eenmaal deel aan de Olympische Spelen, maar won hierbij geen medaille. In haar actieve tijd was ze aangesloten bij Volco in Ommen.
Leferink bracht haar middelbareschooltijd door op het Thijcollege in Oldenzaal. 

Ze maakte op 19-jarige leeftijd haar olympisch debuut. Op de Olympische Spelen van 1996 in Atlanta maakte ze deel uit van het Nederlandse volleybalteam. Het Nederlandse team behaalde een vijfde plaats. In 1995 werd ze Europees kampioen door met 3-0 Kroatië te verslaan.
Voor haar spel kreeg ze vele onderscheidingen, zoals op 19-jarige leeftijd de "beste speler van Europa" (1995) en de "beste server" bij de wereldkampioenschappen 1998 en de Europese kampioenschappen 2003.
In 2007 zette ze een punt achter haar sportcarrière en werd moeder.

## Individuele prijzen
- Europees volleybalspeler van het jaar - 1995
- Best Server - WK 1998, EK 2003

Cintha Boersma · Erna Brinkman · Riëtte Fledderus · Jerine Fleurke · Marjolein de Jong · Saskia Kooijmans-van Hintum · Marrit Leenstra · Elles Leferink · Irena Machovcak · Claudia van Thiel · Ingrid Visser · Henriëtte Weersing
Erna Brinkman · Marjolein de Jong · Jolanda Elshof · Riëtte Fledderus · Jerine Fleurke · Petra Groenland · Marrit Leenstra · Elles Leferink · Irena Machovcak · Ingrid Visser · Henriëtte Weersing · Bert Goedkoop (coach)